# Ponjong
Ponjong ist ein Distrikt (Kecamatan) im Regierungsbezirk (Kabupaten) Gunungkidul der Sonderregion Yogyakarta im Süden der Insel Java. Der Kecamatan liegt im Osten des Kabupatens und zählte Ende 2021 56.477 Einwohner auf 108,09 km² Fläche.

## Geographie
Ponjong grenzt an folgende Kecamatan:
| Richtung0000 | Name Kec.    | Kabupaten   | Provinz     |
| Norden       | Semin        | Gunungkidul | DIY         |
| Osten        | Eromoko      | Wonogiri    | Zentraljava |
| Südosten     | Pracimontoro | Wonogiri    | Zentraljava |
| Süden        | Rongkop      | Gunungkidul | DIY*        |
| Südwesten    | Semanu       | Gunungkidul | DIY*        |
| Westen       | Karangmojo   | Gunungkidul | DIY*        |

* D.I.Yogyakarta

## Verwaltungsgliederung
Der Kecamatan (auch Kapanewon genannt) gliedert sich in elf ländliche Dörfer (Desa, auch Kalurahan genannt):
| PUM-Code 1    | Desa         | Fläche (km²) | Bevölkerung zur Volkszählung 2 | Bevölkerung zur Volkszählung 2 | Bevölkerung zur Volkszählung 2 | Bevölkerung zur Volkszählung 2 | Bevölkerung zur Volkszählung 2 | Bevölkerung zur Volkszählung 2 | Padu- kuhan 4 | RW/ RT 5 |
| PUM-Code 1    | Desa         | Fläche (km²) | 002000                         | 002010                         | Männer                         | Frauen                         | 002020                         | Dichte 3                       | Padu- kuhan 4 | RW/ RT 5 |
| ------------- | ------------ | ------------ | ------------------------------ | ------------------------------ | ------------------------------ | ------------------------------ | ------------------------------ | ------------------------------ | ------------- | -------- |
| 34.03.10.2001 | Umbulrejo    | 13,85        | 6.768                          | 6.445                          | 3.584                          | 3.599                          | 7.183                          | 518,6                          | 10            | 10/52    |
| 34.03.10.2002 | Sawahan      | 9,73         | 5.344                          | 4.807                          | 2.691                          | 2.752                          | 5.443                          | 559,4                          | 10            | 10/44    |
| 34.03.10.2003 | Tambakromo   | 11,43        | 3.904                          | 3.881                          | 2.002                          | 2.129                          | 4.131                          | 361,4                          | 11            | 11/56    |
| 34.03.10.2004 | Kenteng      | 9,12         | 3.025                          | 3.017                          | 1.581                          | 1.682                          | 3.263                          | 357,8                          | 9             | 9/31     |
| 34.03.10.2005 | Sumbergiri   | 12,08        | 4.466                          | 4.423                          | 2.231                          | 2.340                          | 4.571                          | 378,4                          | 11            | 11/45    |
| 34.03.10.2006 | Genjahan     | 4,63         | 5.266                          | 5.394                          | 2.873                          | 2.980                          | 5.853                          | 1.264,1                        | 11            | 12/57    |
| 34.03.10.2007 | Ponjong      | 6,27         | 4.483                          | 4.526                          | 2.406                          | 2.530                          | 4.936                          | 787,2                          | 11            | 11/46    |
| 34.03.10.2008 | Karangasem   | 7,92         | 2.364                          | 2.270                          | 1.249                          | 1.245                          | 2.494                          | 314,9                          | 9             | 9/36     |
| 34.03.10.2009 | Bedoyo       | 9,90         | 3.671                          | 3.727                          | 2.059                          | 2.013                          | 4.072                          | 411,3                          | 9             | 9/34     |
| 34.03.10.2010 | Sidorejo     | 13,15        | 8.013                          | 8.332                          | 4.660                          | 4.631                          | 9.291                          | 706,5                          | 19            | 19/90    |
| 34.03.10.2011 | Gombang      | 6,41         | 2.734                          | 2.981                          | 1.621                          | 1.629                          | 3.250                          | 507,0                          | 9             | 9/27     |
| 34.03.10      | Kec. Ponjong | 104,49       | 50.038                         | 49.803                         | 26.957                         | 27.530                         | 54.487                         | 521,5                          | 119           | 120/518  |

- Alternative Schreibweise (lt. BPS) einiger Dörfer: Karang Asem, Sumber Giri, Umbal Rejo.

## Demographie
Grobeinteilung der Bevölkerung nach Altersgruppen (zum Zensus 2020)
| Altersgruppen | 00Männer | 00Frauen | zusammen |
| ------------- | -------- | -------- | -------- |
| 0 – 14        | 5.133    | 4.879    | 10.012   |
| 15 – 64       | 17.811   | 17.846   | 35.657   |
| 65+           | 4.013    | 4.805    | 8.818    |
| gesamt        | 26.957   | 27.530   | 54.487   |
| anteilig (%)  |          |          |          |
| 0 – 14        | 19,04    | 17,72    | 18,38    |
| 15 – 64       | 66,07    | 64,82    | 65,44    |
| 65+           | 14,89    | 17,45    | 16,18    |

### Bevölkerungsentwicklung
In den Ergebnissen der sieben Volkszählungen seit 1961 ist folgende Entwicklung ersichtlich:
| Einheit/Jahr     | 1961         | 1971         | 1980         | 1990         | 2000         | 2010         | 2020         |
| ---------------- | ------------ | ------------ | ------------ | ------------ | ------------ | ------------ | ------------ |
| Kec. Ponjong     | 45.021       | 48.068       | 51.237       | 49.227       | 50.038       | 49.803       | 54.487       |
| Anteil in %      | 7,87         | 7,76         | 7,77         | 7,56         | 7,46         | 7,37         | 7,29         |
| Kab. Gunungkidul | 571.823      | 619.117      | 659.486      | 651.004      | 670.433      | 675.382      | 747.161      |
| Sonderregion DIY | 00 2.231.062 | 00 2.487.177 | 00 2.750.025 | 00 2.912.611 | 00 3.120.478 | 00 3.457.491 | 00 3.66.8719 |